# مقاطعة أوشور (فرجينيا الغربية)
مقاطعة أوشور هي مقاطعة في فرجينيا الغربية، تتبع فيرجينيا الغربية، بلغ عدد سكانها 24٬254  نسمة، في 2010، عاصمتها بيوكانان، تبلغ مساحتها 919 كيلومتر مربع.

## الموقع
تشترك في الحدود مع:
- مقاطعة هاريسون (فرجينيا الغربية).

## أعلام
- تشارلي هاربر
- باري لورنتز